# جوديث إيفانز
جوديث إيفانز (بالإنجليزية: Judi Evans) (و. 1964  م) هي ممثلة، وممثلة تلفزيونية أمريكية، ولدت في مونتيبيلو، لوس أنجليس، كاليفورنيا، بدأت مشوارها المهني سنة 1983.

## التعليم
تعلمت في كلية باسادينا سيتي ‏.

## وصلات خارجية
- جوديث إيفانز على موقع IMDb (الإنجليزية)
- جوديث إيفانز على موقع أول موفي (الإنجليزية)
- جوديث إيفانز على موقع قاعدة بيانات الفيلم (الإنجليزية)